# حرفه دشوار (مجموعه تلویزیونی)
حرفه دشوار (به انگلیسی: Tricky Business) یک مجموعه تلویزیونی جالب و دیدنی استرالیایی است که در ۱۴ مارس ۲۰۱۲ پخش شد.
دوبله فارسی آن در ۱۳ قسمت توسط ترکیه ای شبکه جم پخش شد.

## خلاصه داستان
داستان این سریال دربارهٔ یک خانواده است که شغل آنان وصول بدهی می‌باشد. جیم و کلر بازنشسته شده و شغل خود را به دختر بزرگترشان کیت می‌سپارند. او با شریکش ریک و خواهر کوچکترش لیلی و دوست خانوادگیشان چاد این کار را ادامه می‌دهد.

## بازیگران
لیست بازیگران فصل اول
| بازیگر         | شخصیت           |
| -------------- | --------------- |
| جیجی ادجلی     | Kate Christie   |
| آنتونی استار   | Matt Sloane     |
| لینکن لویس     | Chad Henderson  |
| کیپ گمبلین     | Rick Taylor     |
| Sophie Hensser | Lily Christie   |
| Odessa Young   | Emma Christie   |
| Debra Byrne    | Claire Christie |
| Shane Bourne   | Jim Christie    |